# Гай Гарднер (Вселенная DC)
1. перенаправление Гай Гарднер#«Вселенная DC»